# Gō Inoue
Gō Inoue (jap. 井上 剛 Inoue Gō; ur. 19 kwietnia 1978) – japoński seiyū pochodzący z prefektury Saga, pracuje dla Sigma Seven.

## Filmografia
Ważniejsze role są pogrubione

### Seriale anime
- Beyblade Metal Fusion (Face Hunter B, Jango, Rogue Blader D, Tsuyoshi Kumade)
- Blade (strażnik w odc. 1)
- Blood-C (Resident w odc. 4)
- Cluster Edge (Chalcedony Renierite)
- Darker than Black - Kuro no Keiyakusha: Gaiden (OAV, chiński dostawca w odc. 4)
- Eden of the East (ADX20000 M)
- Familiar of Zero (Manicamp)
- Gosick (urzędnik (odc. 9), robotnik (odc. 10), żeglarz (odc. 24), uczeń A (odc. 19), grabarz B (odc. 4))
- Hakushaku to Yōsei (podwładny A w odc. 4)
- Heroman (Jean, żołnierz w odc. 4)
- Axis Powers Hetalia (Bułgaria (odc. 27), Hiszpania)
- World Series Hetalia (Hiszpania)
- Inuyasha: The Final Act (drwal w odc. 10)
- Kekkaishi (Kyouichi Hiba)
- Melancholia Haruhi Suzumiyi (TV 2009 renewal, w odc. 14)
- Naruto (Jakou)
- Nogizaka Haruka no Himitsu (fotograf amator A w odc. 6)
- Oreimo (Gennosuke Miura)
- Shinryaku! Ika Musume (klient w odc. 1)
- Tales of the Abyss (Generał Frings)
- Tiger & Bunny (Keith Goodman / Sky High)
- Usagi Drop (Kawamura)
- Vampire Knight Guilty (ochroniarz w odc. 12)
- Yoku Wakaru Gendai Mahō (pracownik firmy w odc. 3)
- Yondemasuyo, Azazel-san (Kigurumi, Nepal)